# 히가시아가쓰마정
히가시아가쓰마정(일본어: 東吾妻町 히가시아가쓰마마치[*])은 일본 군마현 서부에 있는 아가쓰마군의 정이다.
"하트형 토우"의 발굴지이자 일본에서 제일 짧은 철도 터널인 다루사와 터널이 있는 것으로 알려져 있다.

## 지리
군마현 북서부에 위치하고 주위에는 이와비쓰산이나 아사마카쿠시산 등 1,000m급 봉우리들이 늘어서 있다.

## 역사
- 2006년 3월 27일 - 아가쓰마정과 아즈마촌이 합병해 탄생했다.

## 인구
|                                                      | |
| 히가시아가쓰마정의 전국의 연령별 인구 분포（2005년） | 히가시아가쓰마정의 연령·남녀별 인구 분포（2005년）                                                                     |
| ■자주색 ― 히가시아가쓰마정 ■녹색 ― 일본전국          | ■파랑색 ― 남자 ■빨간색 ― 여자                                                                                          |
| · 히가시아가쓰마정（에 해당되는 지역）의 인구추이    | |
| 일본 총무성 통계국 국세조사 결과                     | |
|                                                      | 기술적 문제로 인해 그래프를 일시적으로 사용할 수 없습니다. 파브리케이터와 미디어위키 위키에 더 자세한 정보가 있습니다. |

## 교통

### 철도
- 동일본 여객철도 아가쓰마선

### 도로
- 국도 145호선
- 국도 406호선(일본어판)